# Alfred Beit

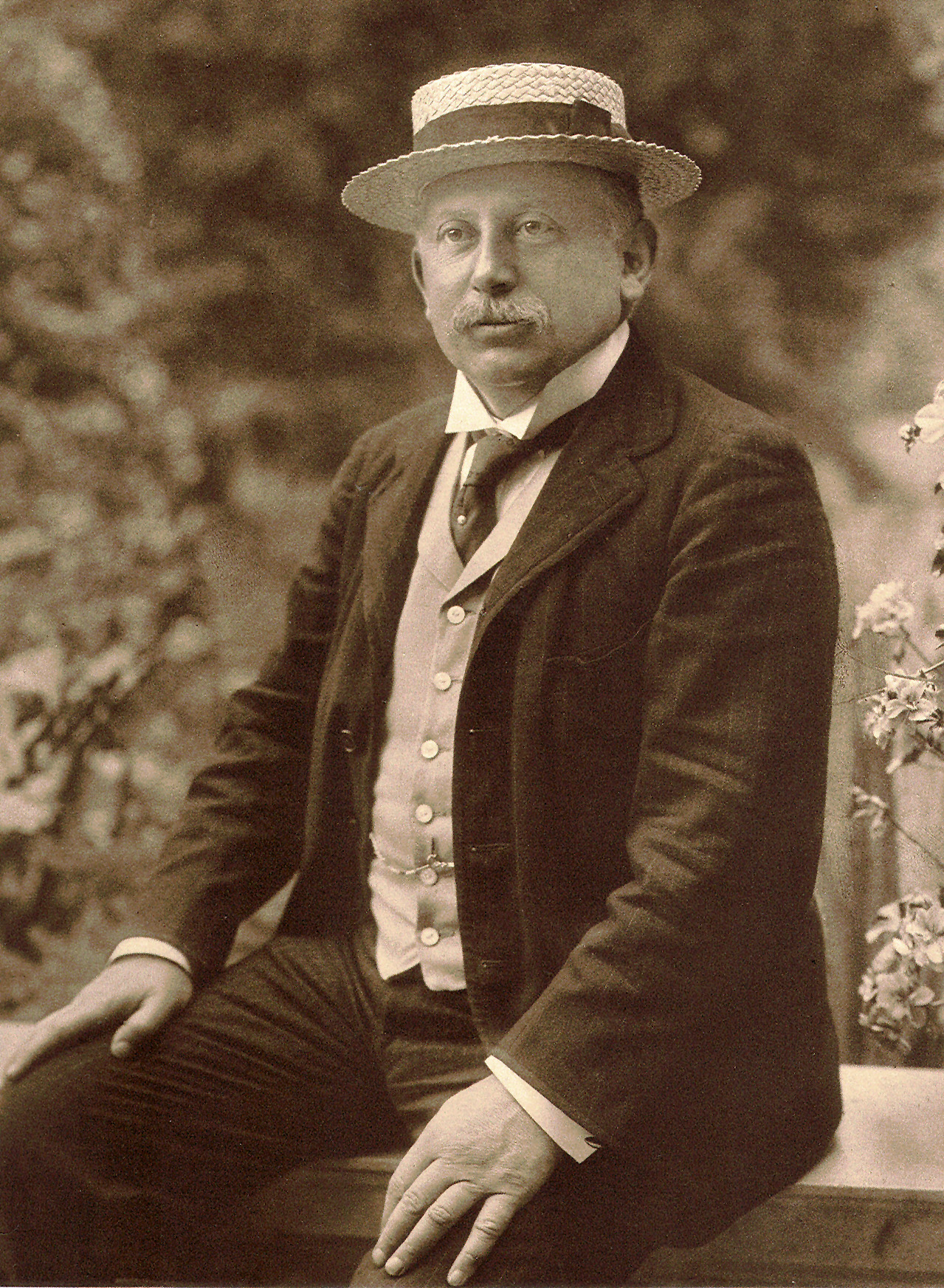
Alfred Beit, 1905

Alfred Beit (* 15. Februar 1853 in Hamburg; † 16. Juli 1906 auf dem Landsitz Tewin Waters in der Nähe von Welwyn in der englischen Grafschaft Hertfordshire) war ein deutsch-britisch-südafrikanischer Gold- und Diamantenmagnat. Er war ein Mäzen und einer der reichsten Männer seiner Zeit. Politisch war er Anhänger von Cecil Rhodes und seiner Ideen eines britischen Imperialismus. Er zählte zu den Randlords.

## Familie

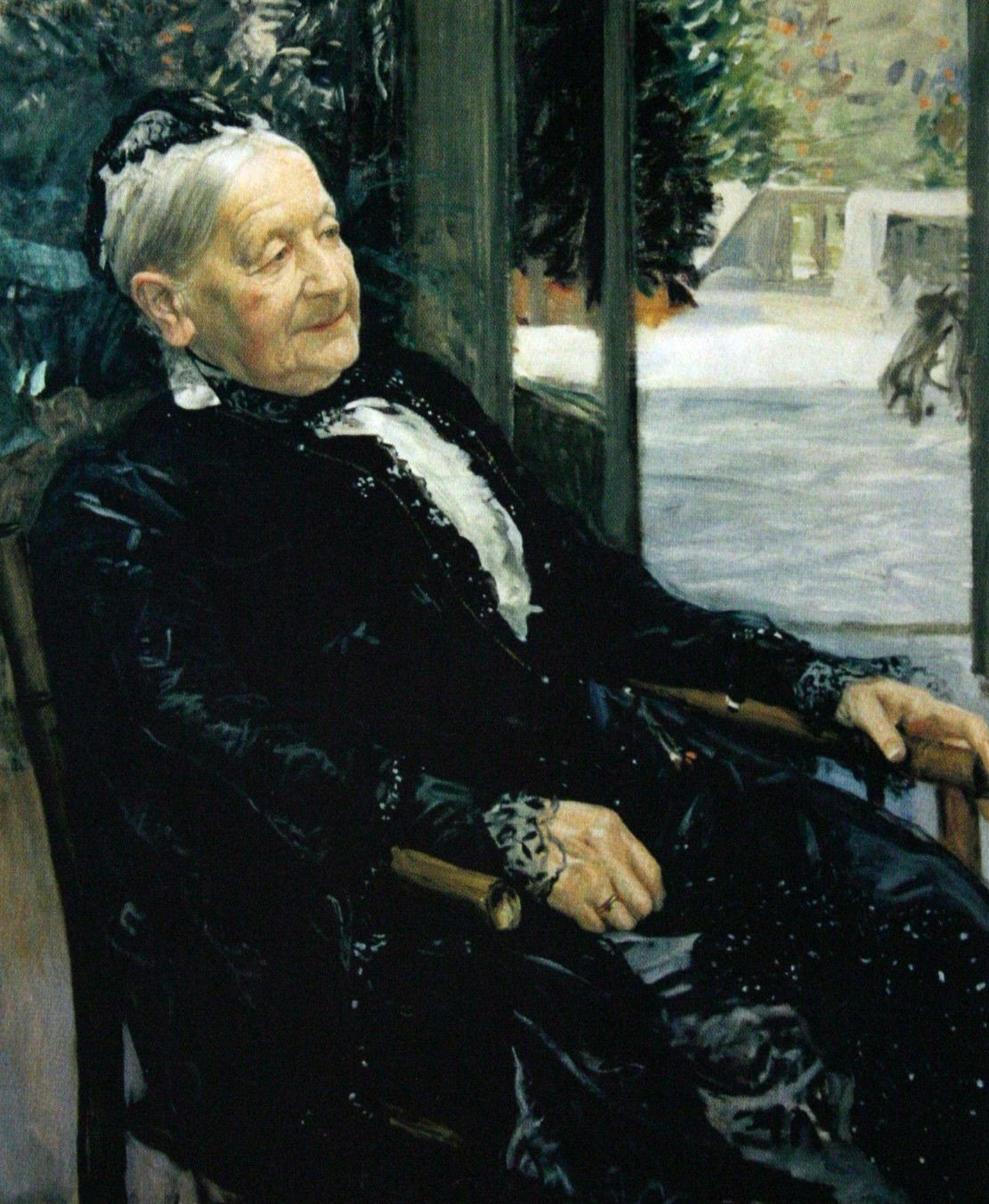
Mutter von Alfred, Laura Beit (Leopold von Kalckreuth)

Alfred Beit wurde 1853 als zweitältestes Kind mit fünf weiteren Geschwistern, darunter Otto Beit, in Hamburg geboren. Die Beits waren eine bekannte Hamburger Familie sephardischen Ursprungs. Der Urgroßvater Marcus Salomon Beit (1734–1810) war Gründer des Gold-Silber-Scheidebetriebes in der I. Elbstraße Nr. 43. Einer seiner Enkel, der Chemiker Ferdinand Beit (1817–1870), ein Onkel von Alfred Beit, gründete 1846 zusammen mit Cesar Godeffroy das Hamburger „Elbkupferwerk“, Vorläufer der heutigen Aurubis AG; zudem war er an der Gründung der Badischen Anilin- & Soda-Fabrik AG beteiligt und hatte 1876 die Chemie und Farben Fabrik Beit & Co gegründet.
Alfreds Eltern, Siegfried Beit (1818–1881) und Laura geb. Hahn (1824–1918), waren 1851 vom jüdischen zum protestantischen Glauben übergetreten. Siegfried Beit war Tuchkaufmann und hatte, auch aus gesundheitlichen Gründen, geschäftlich wenig Erfolg. Alfred Beit ging auf die Privatschule Dr. Schleiden. Sein Klassenkamerad Werner von Melle berichtete, Beit sei in relativ einfachen Verhältnissen aufgewachsen. Sein Cousin Ferdinand Beit der Jüngere war ein Sohn von Johanna Beit, der Tochter des Mannheimer Bankiers Seligmann Ladenburg. Ein anderer Cousin war Eduard Beit von Speyer (1860–1933), von 1896 bis 1928 Inhaber des führenden Frankfurter Bankhauses “Lazard Speyer-Ellissen”.

## Leben

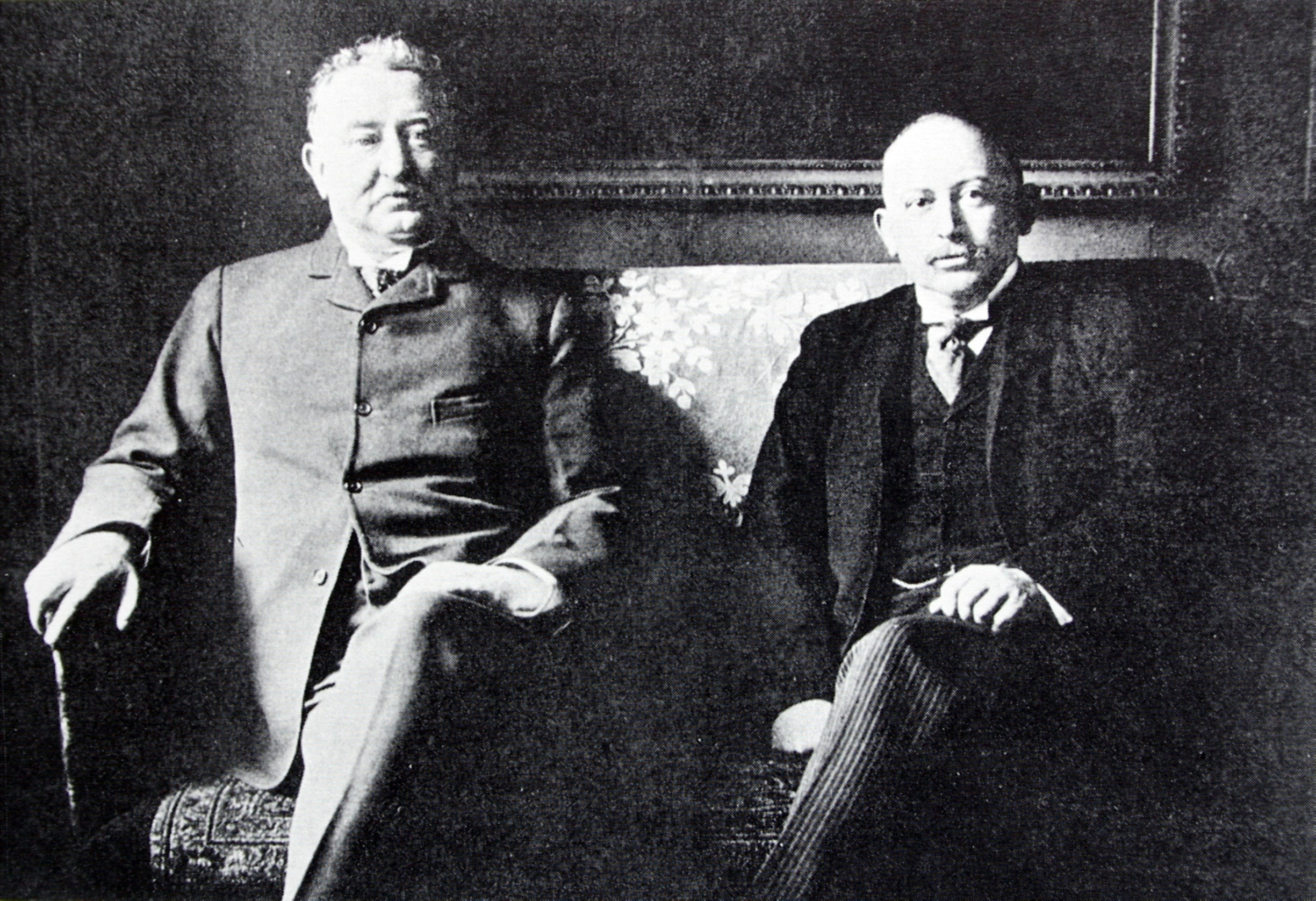
Rhodes und Beit 1896

Beit machte nach Abschluss der Schule 1870 bei der Hamburger Im- und Exportfirma David Lippert & Co. eine zweijährige Lehre. Dort kam er erstmals mit dem Diamantenhandel in Berührung. Ab 1. April 1873 absolvierte er seinen Wehrdienst als Einjährig-Freiwilliger beim Infanterie-Regiment „Hamburg“ (2. Hanseatisches) Nr. 76. Darauf lernte er zusätzlich ein Jahr Diamantenschleifer in einem Betrieb bei Verwandten in Amsterdam. 1875 reist Beit im Auftrag der Firma David Lippert & Co in die Kapkolonie zur Stadt New Rush, die 1877 in Kimberley umbenannt werden sollte, um dort als Diamanteneinkäufer zu arbeiten. Beit war sehr erfolgreich und wurde bereits im folgenden Jahr selbstständiger Agent der Firma David Lippert & Co. Er arbeitete bis 1879 für Lippert und Co.
Um das Kapital für seine eigenen Geschäfte aufzubringen, wandte sich Beit an einen Geschäftsfreund seines Vaters, Jules Porgès (1839–1921), der sich 1876 auch in New Rush aufhielt. Beit wechselte im Folgenden zu Porgès & Cie und wurde zusammen mit Julius Wernher, der seit 1873 für Porgès & Cie in Südafrika Diamanteneinkäufe tätigte, 1880 Teilhaber. Als Porgès sich 1889 aus den Geschäften in Südafrika verabschiedete, gründeten Beit und Wernher die Firma Wernher, Beit & Co. als Nachfolgerin.
Über Porgès & Cie gelang es Beit, viele Anteile an Diamantenminen nicht nur rund um Kimberley zu erwerben und damit Einfluss im beginnenden Konzentrationsprozess zu erlangen. In diesem Zusammenhang begann auch die Zusammenarbeit mit seinem späteren Freund Cecil Rhodes. Als dieser 1888 mit Hilfe von Nathan Mayer Rothschild die De Beers Consolidated Mines Limited gründete, brachte Beit seine Anteile an Diamantenminen ein und wurde neben Barney Barnato einer von vier Hauptanteilseignern von De Beers sowie Direktor auf Lebenszeit. Rhodes und Beit arbeiteten fortan dergestalt zusammen, dass Rhodes sich um die politische Seite und Beit sich um die finanzielle Seite der Geschäfte kümmerte. Dass Beit Rhodes sehr ergeben war, lässt sich auch daran erkennen, dass er an der Planung und persönlichen Finanzierung mit 200.000 Pfund am gescheiterten Jameson Raid beteiligt war; einem Überfall vom 29. Dezember 1895 bis zum 2. Januar 1896 auf Paul Krugers Südafrikanische Republik – dem heutigen Transvaal.
Neben Diamantenhandel und -produktion gelang es Beit ab 1886 große Teile der Schürfrechte an neu entdeckten Goldvorkommen im Gebiet Witwatersrand zu erwerben und auch dort ein beträchtliches Vermögen anzusammeln. 1888 gründete Beit zusammen mit Rhodes die Britische Südafrika-Gesellschaft, die sich der Ausbeutung der Witwatersrand Goldvorkommen sowie der Landeroberung und -erschließung in Südrhodesien widmete.
Ab 1888 verlegte Beit seinen Hauptwohnsitz in die City of London und nahm die britische Staatsbürgerschaft an.

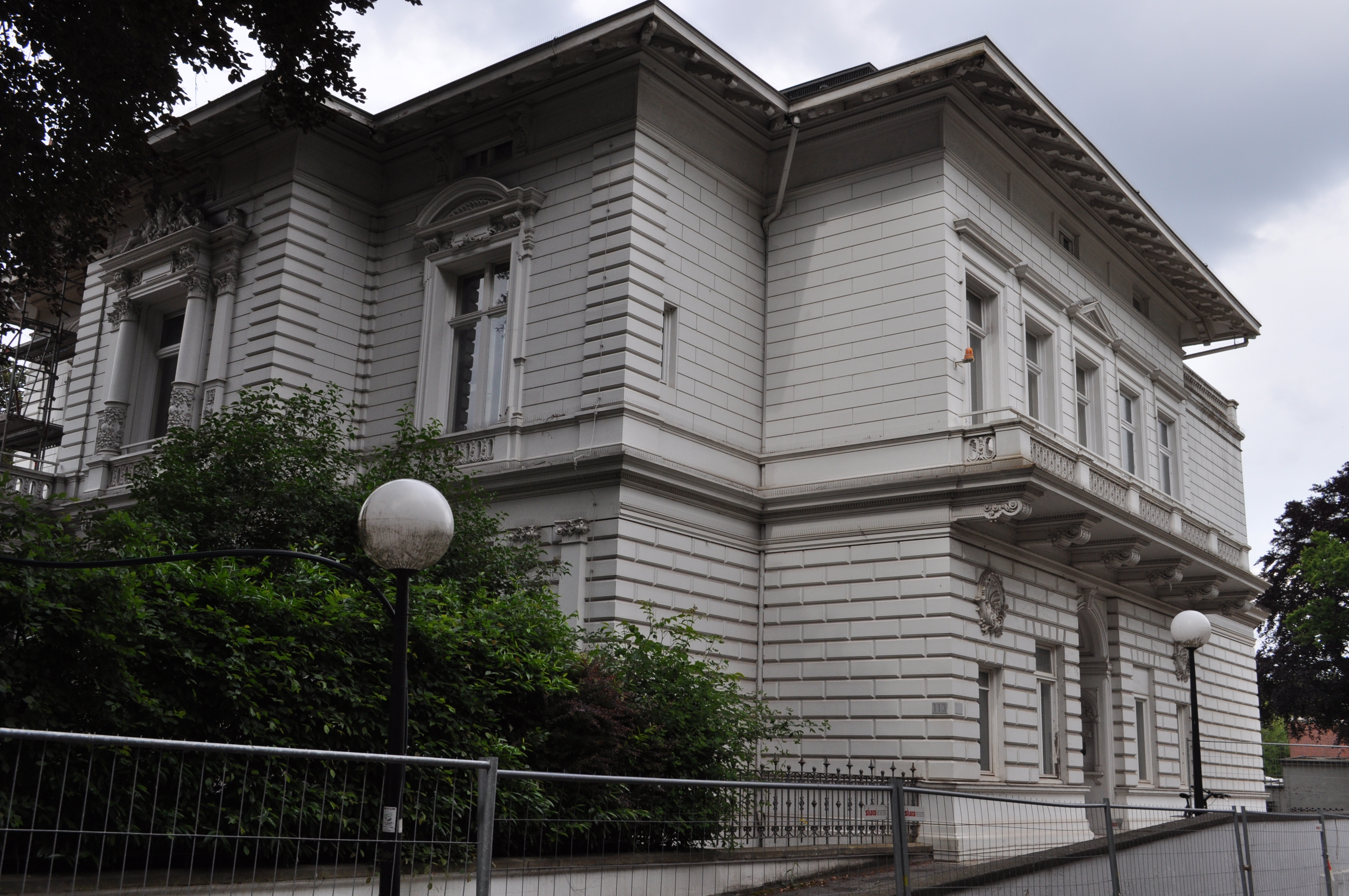
Beit Villa am Mittelweg 113 in Hamburg

1890/1891 ließ er für seine Mutter Laura in Hamburg-Harvestehude am Mittelweg 113 eine repräsentative Villa in einem parkartigen Garten errichten, in der er während seiner Aufenthalte in Hamburg residierte.
Die Straßenbahn Lissabon wurde mitsamt dem gesamten Netz zwecks Kapitalbeschaffung an die 1899 neu gegründete Lisbon Electric Tramways Ltd. aus Großbritannien, eine Tochtergesellschaft der Wernher, Beit & Co., für 99 Jahre verpachtet.
Beit beschäftigte sich in seinen späten Jahren auch mit dem Ankauf von Kunst. Er erwarb eine umfangreiche Sammlung, wobei er sich bei Käufen unter anderem durch Wilhelm von Bode beraten ließ. In seinem 1895 neuerbauten prächtigen Anwesen am Londoner Hyde Park befand sich auch ein Gemäldesaal. Seit 1902 gesundheitlich schwer angeschlagen, verstarb er 1906 unverheiratet und kinderlos.

## Mäzenatentum

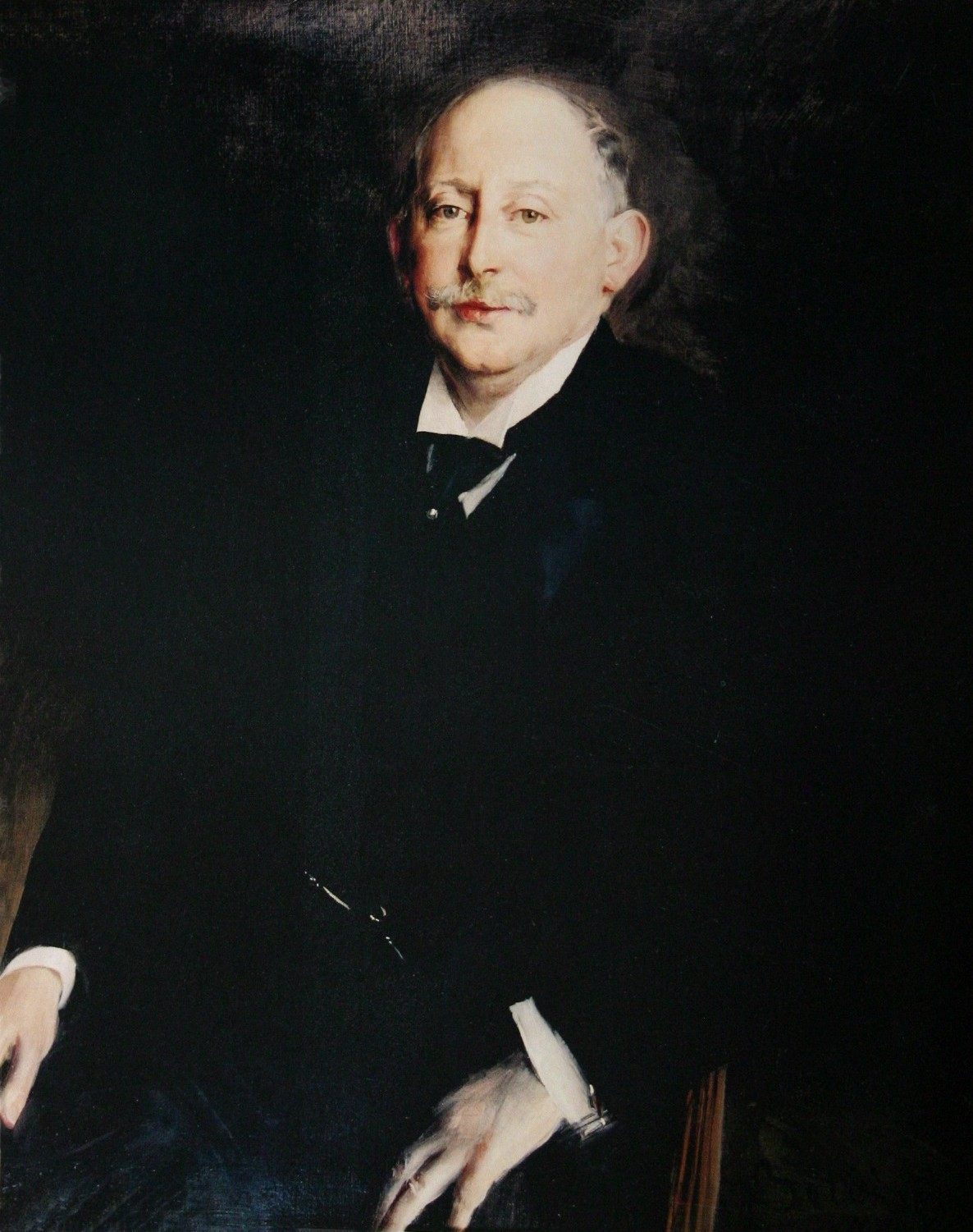
Alfred Beit (Giovanni Boldini)

Schon zu Lebzeiten hat Beit für unterschiedliche Einrichtungen gestiftet. Da Beit Wilhelm Bode verbunden war, wurde dem Kaiser Friedrich-Museums-Verein noch vor Eröffnung des entsprechenden Museums 1899 der Kauf des Bildnisses Landschaft mit dem Schiffbruch des Paulus von Peter Paul Rubens ermöglicht. Der Gemäldegalerie (Berlin) wurden 1904 das Gemälde von Mr. John Wilkinson von Thomas Gainsborough und zu einem anderen Zeitpunkt ein Gemälde von Joshua Reynolds vermacht. Aus dem Erbe Beits erhielt das Kaiser-Friedrich-Museum 1907 als Vermächtnis die Statue Herkules von Antonio del Pollaiuolo geschenkt. Auch der Hamburger Kunsthalle wurden Bilder geschenkt. So übernahm Beit die Kosten für das von Alfred Lichtwark angeregte und 1906 von Max Liebermann fertiggestellte Bild des Hamburger Professorenkonvent. Die Hamburgische Wissenschaftliche Stiftung, die finanzielle Keimzelle der späteren Universität Hamburg, wurde überhaupt erst ermöglicht durch die Schenkung der ersten 2 Millionen Goldmark von Alfred Beit.

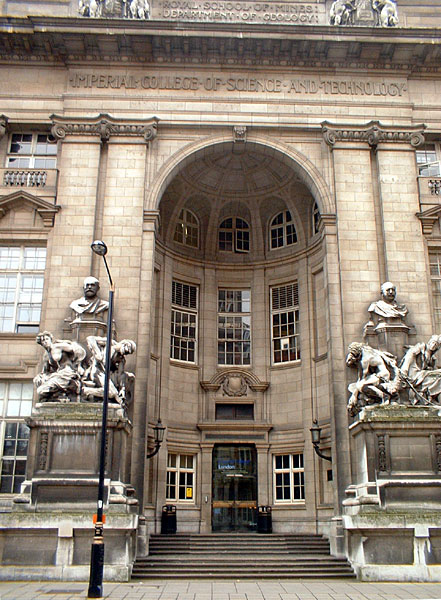
Royal School of Mines, im Eingangsbereich Büste von Alfred Beit, rechts

Er stiftete 1905 einen Lehrstuhl für Koloniale Geschichte an der Universität Oxford; dieser heißt heute Beit Professor of Commonwealth History.
In London wurden der Royal School of Mines des Imperial College London beträchtliche Mittel vermacht. Eine Büste Beits ziert den Eingangsbereich der Royal School of Mines. Zur Unterstützung der Gründung einer Universität in Johannesburg sah das Testament von Beit eine Summe 200.000 Pfund vor, doch da diese nicht schnell genug realisiert wurde, wurden die Mittel aufgestockt, und eine ähnliche Summe durch Wernher für den Bau der Universität Kapstadt verwendet. Der größte Teil seines Vermögens floss in den Beit-Trust, der die Aufgabe hat, Infrastruktur- und Bildungsmaßnahmen im Südlichen Afrika zu unterstützen. So wurde zum Beispiel vom Trust 1929 die Alfred-Beit-Brücke über den Limpopo errichtet, die einzige Verbindung von Simbabwe nach Südafrika. Neben dieser Brücke ist die Stadt Beitbridge entstanden. Der Beit-Trust ist auch heute fördernd in Malawi, Sambia und Simbabwe aktiv.
In Hamburg wurde nach Beits Tod aus Mitteln der Familie der nach ihm und seinem jüngeren Bruder Otto benannte Alfred-und-Otto-Beit-Stift auf dem Gelände der Vaterstädtischen Stiftung mit 34 Wohnungen errichtet, die für Menschen bestimmt waren, die „im Haushalt dienenden Ständen“ angehörten oder angehört hatten. Ende der 1920er Jahre wurde die Zahl der Wohnungen mit Geld von Otto Beit auf 46 aufgestockt.

## Ehrungen
1962 wurde der Alfred-Beit-Weg in Hamburg-Harvestehude nach ihm benannt.